# 亞歷克莎·尼里姆

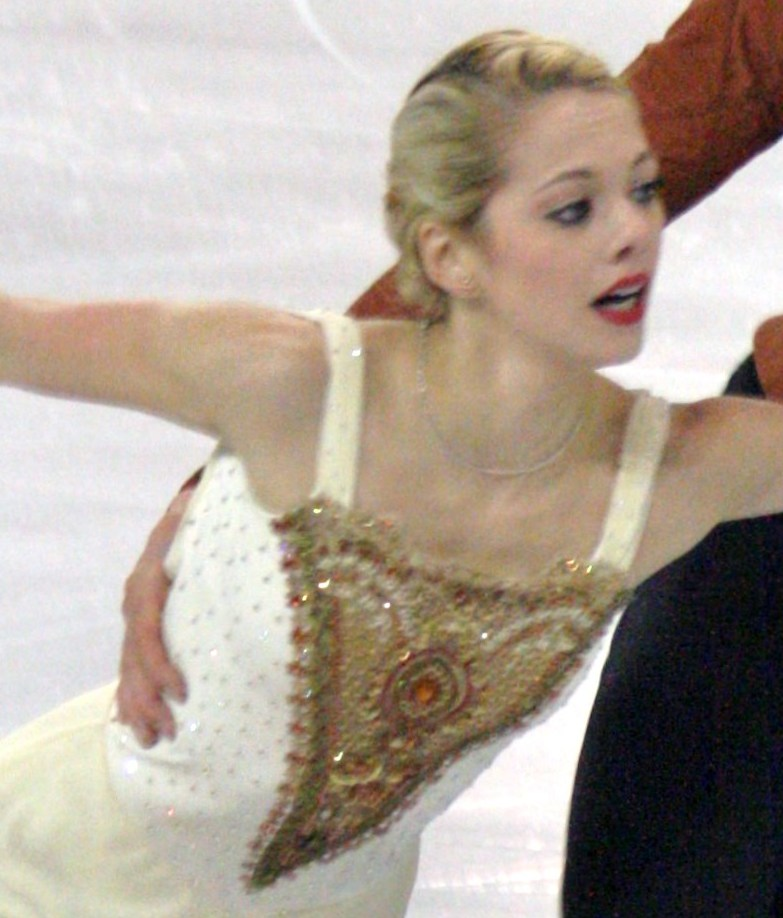
亚历克莎·尼里姆，2015年

亞歷克莎·辛美卡·尼里姆（英語：Alexa Scimeca Knierim，1991年6月10日—），美國花式溜冰運動員，她與布蘭登·米高·弗雷澤搭檔成為2022年世界冠軍。她代表美國隊參加了中國舉行的2022年冬季奧林匹克運動會，並且在團體比賽上獲得金牌。